# FK Sutjeska Nikšić
O Fudbalski Klub Sutjeska Nikšić é um clube de futebol montenegrino com sede na cidade de Nikšić. O clube foi fundado em 1920. A equipa disputa os seus jogos caseiros no Stadion Gradski em Nikšić. O patrocinador é o Meridian.

## Títulos
Fonte:
- Campeonato Montenegrino: 2012–13, 2013–14, 2017–18, 2018-19
- Copa de Montenegro: 2016–17, 2022/23